# Diuris punctata
Diuris punctata är en orkidéart som beskrevs av James Edward Smith. Diuris punctata ingår i släktet Diuris och familjen orkidéer.

## Underarter
Arten delas in i följande underarter:
- D. p. punctata
- D. p. sulphurea

## Bildgalleri

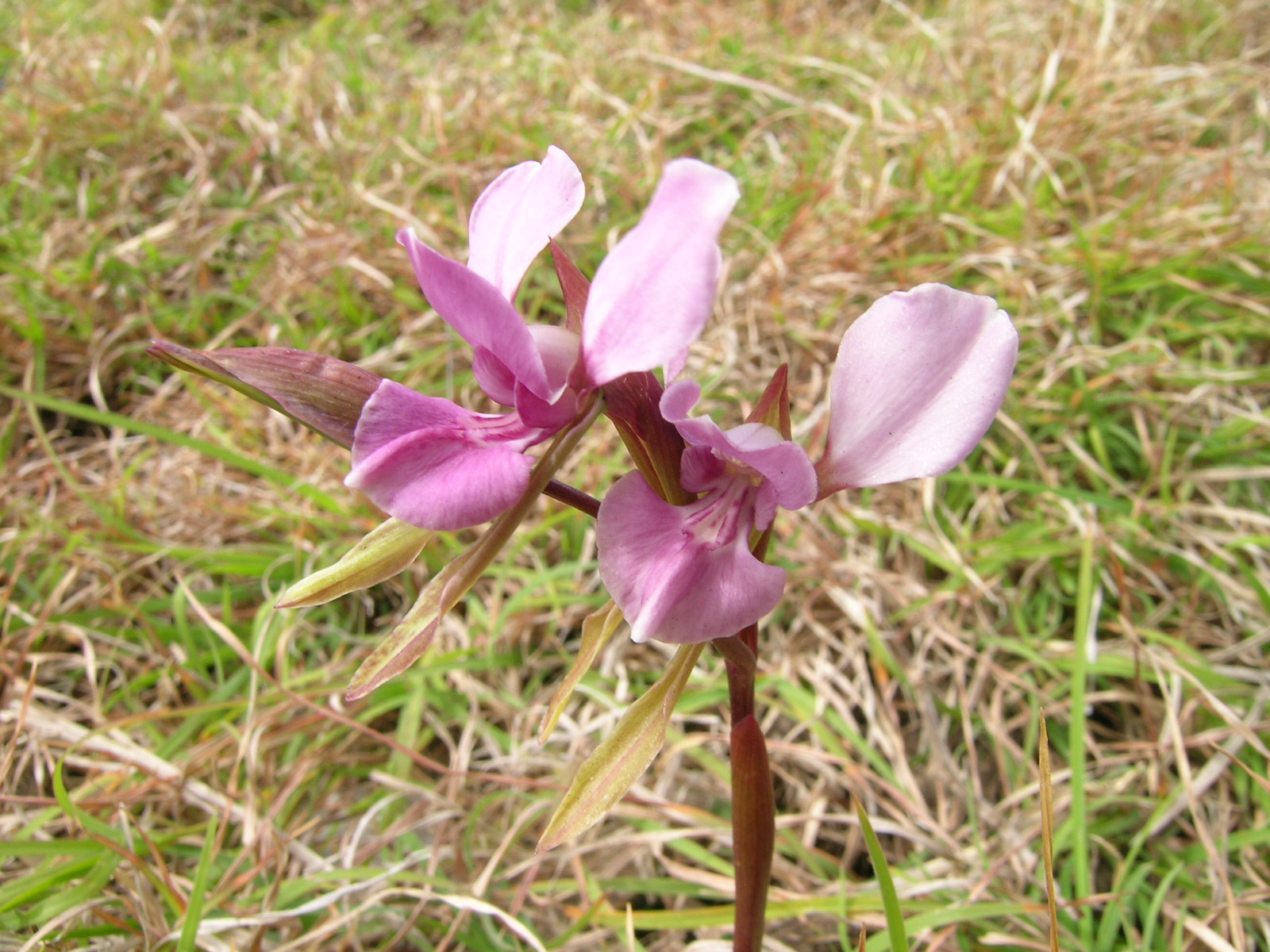
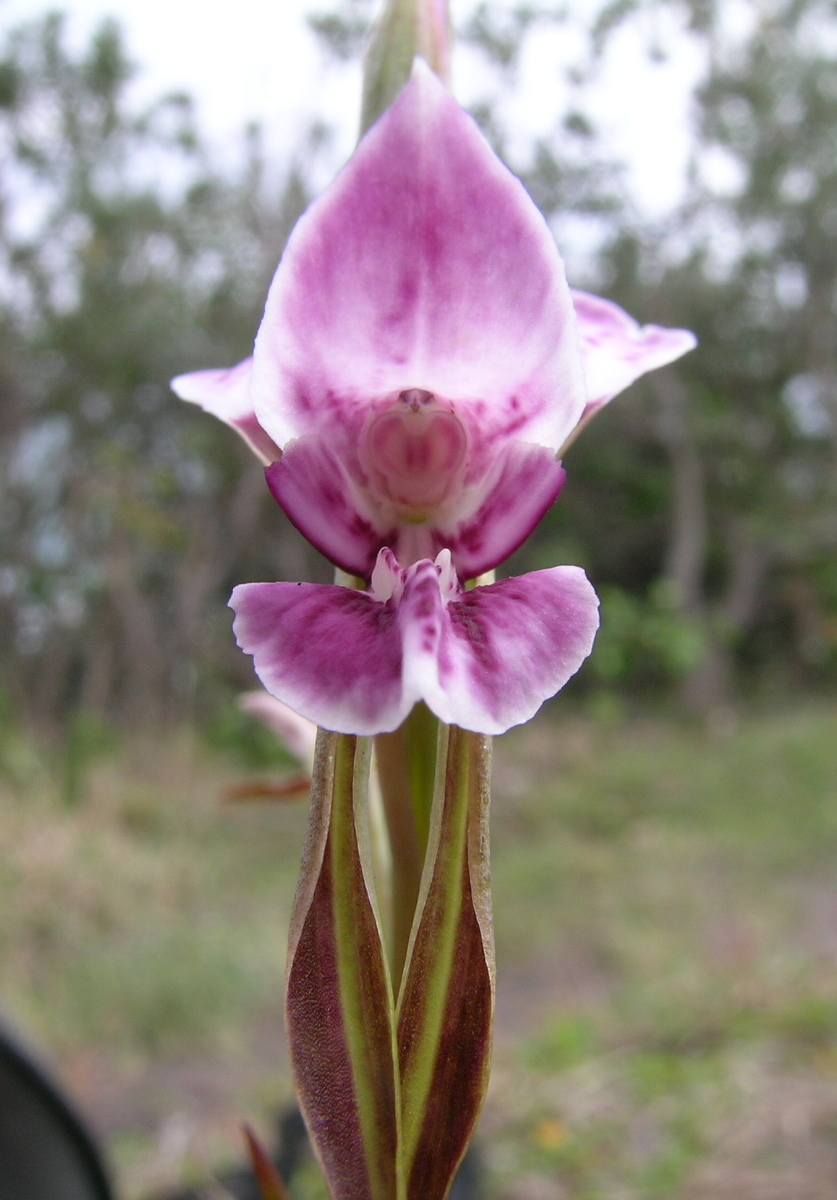